# Ennio Antonelli
Ennio Antonelli (ur. 18 listopada 1936 w Todi) – włoski duchowny rzymskokatolicki, doktor filozofii i literatury, biskup diecezjalny Gubbio w latach 1982–1988, arcybiskup metropolita Perugii-Città della Pieve w latach 1988–1995, sekretarz generalny Konferencji Episkopatu Włoch w latach 1995–2001, arcybiskup metropolita Florencji w latach 2001–2008, kardynał prezbiter od 2003, przewodniczący Papieskiej Rady ds. Rodziny w latach 2008–2012.

## Życiorys
Studiował w seminarium w Todi, Asyżu i Rzymie, na Papieskim Uniwersytecie Laterańskim w Rzymie oraz na uniwersytecie w Perugii. Obronił doktorat z literatury i filozofii. 2 kwietnia 1960 przyjął święcenia kapłańskie z rąk arcybiskupa Ilaria Alciniego. Inkardynowany do rodzinnej diecezji Todi, pracował tam jako duszpasterz. Był także profesorem seminarium w Perugii (pełnił tam funkcje wicerektora i rektora) i Asyżu; w Instytucie Studiów Wyższych w Asyżu i Derucie wykładał historię sztuki.
25 maja 1982 został mianowany biskupem diecezjalnym Gubbio. Święcenia biskupie udzielił mu Decio Lucio Grandoni (biskup Orvieto i Todi) 29 sierpnia 1982. W październiku 1988 Antonelli został promowany na arcybiskupa Perugii; w maju 1995, obejmując funkcję sekretarza generalnego Konferencji Episkopatu Włoch, zrezygnował z rządów w archidiecezji. 21 marca 2001 przeszedł na stolicę metropolitalną Florencja. W październiku 1999 brał udział w obradach II sesji specjalnej Światowego Synodu Biskupów, poświęconej Kościołowi w Europie.
21 października 2003 Jan Paweł II wyniósł go do godności kardynalskiej, nadając tytuł prezbitera S. Andrea delle Fratte.
7 czerwca 2008 papież Benedykt XVI mianował kardynała Antonellego przewodniczącym Papieskiej Rady ds. Rodziny. 26 czerwca 2012 papież przyjął jego rezygnację z pełnionego urzędu, złożoną ze względu na wiek.
Uczestnik konklawe 2005 i konklawe 2013 roku. 18 listopada 2016 roku ukończył 80 lat i stracił prawo do udziału w konklawe.